# Gheorghe Halmoș
Gheorghe Halmoș (în maghiară György Halmos; n. 2 august 1915, Oradea, Austro-Ungaria – d. 13 septembrie 1985, Cluj-Napoca, România) a fost un solist concertist al Filarmonicii din Cluj, care a fost distins cu titlul de artist emerit.

## Distincții
- titlul de Artist Emerit al Republicii Populare Romîne (26 august 1954) „pentru merite excepționale în domeniul dezvoltării artei”[1]
- Ordinul Meritul Cultural clasa a II-a (12 septembrie 1968) „pentru merite deosebite în activitatea muzicală”[2]